# In Mourning
In Mourning — прогрессив дэт-метал-группа из Фалуна, Швеция. На данный момент имеют шесть полноформатных альбомов. В настоящее время подписываются с лейблом Agonia Records. В ноябре 2021 года группа выпустила новый альбом "The Bleeding Veil".
Группа была основана в 2000 году в городе Фалун, Швеция. Имея опыт пяти предыдущих демо, группа постоянно пишет новый материал, и за последние годы также набирает опыт в живых выступлениях.Помимо их дебютного альбома группа отдельно выпустила и самостоятельно издала своё демо.

## Состав
- Tobias Netzell — гитара, вокал (2000–настоящее время)
- Bjorn Pettersson — гитара (2005–настоящее время)
- Tim Nedergård — гитара (2006–настоящее время)
- Sebastian Svalland — бас (2018–настоящее время)
- Joakim Strandberg Nilsson — ударные (2018–настоящее время)

### Бывшие участники
- Pierre Stam — бас (2000–2018)
- Christian Netzell — ударные (2000–2014)
- Mattias Bender — ударные (2014)
- Daniel Liljekvist — ударные (2014–2018)
- Tommy Eriksson — гитара (2000–2003)
- Jon Solander — гитара, вокал (2004–2007)

## Дискография

### Ранние демо
- 2000 — In Mourning (Demo)
- 2002 — Senseless (Demo)
- 2003 — ........Need (Demo)
- 2004 — Confessions of the Black Parasite (Demo)
- 2006 — Grind Denial (Demo)

### Студийные альбомы
- 2008 — Shrouded Divine (Aftermath Music)
- 2010 — Monolith (Pulverised Records)
- 2012 — The Weight Of Oceans (Spinefarm Records)
- 2016 — Afterglow (Agonia Records)
- 2019 — Garden Of Storms (Agonia Records)
- 2021 — The Bleeding Veil  (Dalapop Records DALA CD 15)